# Liste des secrétaires généraux du ministère de la Justice
La liste des secrétaires généraux du ministère de la Justice recense les magistrats français qui ont dirigé le secrétariat général du ministère de la Justice.
Il existe également un secrétaire général du ministère de l'Intérieur, du ministère des Affaires étrangères et du ministère des Armées.

## Histoire
Le secrétariat général est recréé en 2005,.

## Liste
Les secrétaires généraux du ministère de la Justice ont été successivement :
| Secrétaire général                                     | Date de nomination | Date de nomination |
| ------------------------------------------------------ | ------------------ | ------------------ |
| Fabre d'Églantine                                      | 1792               |                    |
| Camille Desmoulins                                     | 1792               |                    |
| Claude Sébastien Bourguignon                           |                    |                    |
| Jean-Baptiste Dalmassy                                 |                    |                    |
| Charles-Antoine Saladin                                |                    |                    |
| François Guizot                                        | 14 juillet 1815    | [ Bull. 1 ]        |
| Louis-André Pichon                                     | 13 janvier 1819    | [ Bull. 2 ]        |
| Antoine Lefebvre de Vatimesnil                         | 3 janvier 1822     | [ Bull. 3 ]        |
| Marie Jean Pierre Pie Frédéric Dombidau de Crouseilhes | 6 août 1824        |                    |
| Philippe Louis de Meyronnet                            | 17 août 1828       |                    |
| Joseph Rocher (d)                                      | 6 septembre 1829   |                    |
| Antoine Louis Fortuné Piscatory de Vaufreland (d)      | 2 juin 1830        | [ Bull. 4 ]        |
| Joseph Mérilhou                                        | 2 août 1830        | [ Bull. 5 ]        |
| Augustin-Charles Renouard                              | 9 novembre 1830    | [ Bull. 6 ]        |
| Paul Boudet                                            | 24 mai 1839        | [ Bull. 7 ]        |
| Hippolyte Alphonse Quénault                            | 1er novembre 1840  | [ Bull. 8 ]        |
| Ernest Desclozeaux                                     | 17 octobre 1841    | [ Bull. 9 ]        |
| Capin                                                  | 24 février 1848    |                    |
| Charles Brook Dupont-White                             | 14 mai 1848        |                    |
| Alphonse Taillandier                                   | 22 juillet 1848    | [ Bull. 10 ]       |
| Nicolas Decrusy (d) (par intérim)                      | 14 novembre 1848   |                    |
| Antoine Mathieu Casenave                               | 28 mars 1849       | [ Bull. 11 ]       |
| François Félix Jallon                                  | 4 juillet 1849     | [ Bull. 12 ]       |
| Nicolas Decrusy (d) (par intérim)                      | 2 novembre 1849    |                    |
| Jean-Baptiste Bayle-Mouillard (d)                      | 28 novembre 1849   | [ Bull. 13 ]       |
| Charles-Sylvestre Rieff (d)                            | 5 février 1851     | [ Bull. 14 ]       |
| Charles de Sibert de Cornillon                         | 10 novembre 1851   | [ Bull. 15 ]       |
| Jean-Baptiste Lascoux (d)                              | 10 février 1859    | [ Bull. 16 ]       |
| Jean Paul Lenormant (d)                                | 6 juillet 1863     | [ Bull. 17 ]       |
| Pierre-Eugène Greffier                                 | 21 août 1869       | [ a ]              |
| Pierre-Joseph-Adalbert Philis                          | 5 janvier 1870     | [ b ]              |
| Philippe Mantellier (d)                                | 13 août 1870       | [ c ]              |
| Ferdinand Hérold                                       | 5 septembre 1870   | [ d ]              |
| Émile Durier                                           | 1er février 1871   | [ e ]              |
| Pierre-Émile Merveilleux du Vignaux (d)                | 3 juin 1873        | [ f ]              |
| Alexandre Ribot                                        | 21 janvier 1876    | [ g ]              |
| Émile Forichon                                         | 7 août 1885        | [ h ]              |
|                                                        |                    |                    |
| Georges Dayras                                         | 16 juillet 1940    | [ i ]              |
| Marcel Willard (à titre provisoire)                    | 18 septembre 1944  | [ j ]              |
|                                                        |                    |                    |
| Marc Moinard                                           | 1er septembre 2005 | [ k ]              |
| Gilbert Azibert                                        | 4 juillet 2008     | [ l ]              |
| Emmanuel Rébeillé-Borgella (d)                         | 3 août 2010        | [ m ]              |
| André Gariazzo                                         | 5 janvier 2012     | [ n ]              |
| Éric Lucas                                             | 26 septembre 2013  | [ o ]              |
| Stéphane Verclytte (d)                                 | 3 août 2016        | [ p ]              |
| Véronique Malbec                                       | 24 septembre 2018  | [ q ]              |
| Philippe Clergeot (par intérim)                        | 15 juillet 2020    | [ r ]              |
| Catherine Pignon (d)                                   | 9 septembre 2020   | [ s ]              |
| Carine Chevrier (d)                                    | 26 septembre 2022  | [ t ]              |